# 라자 벨

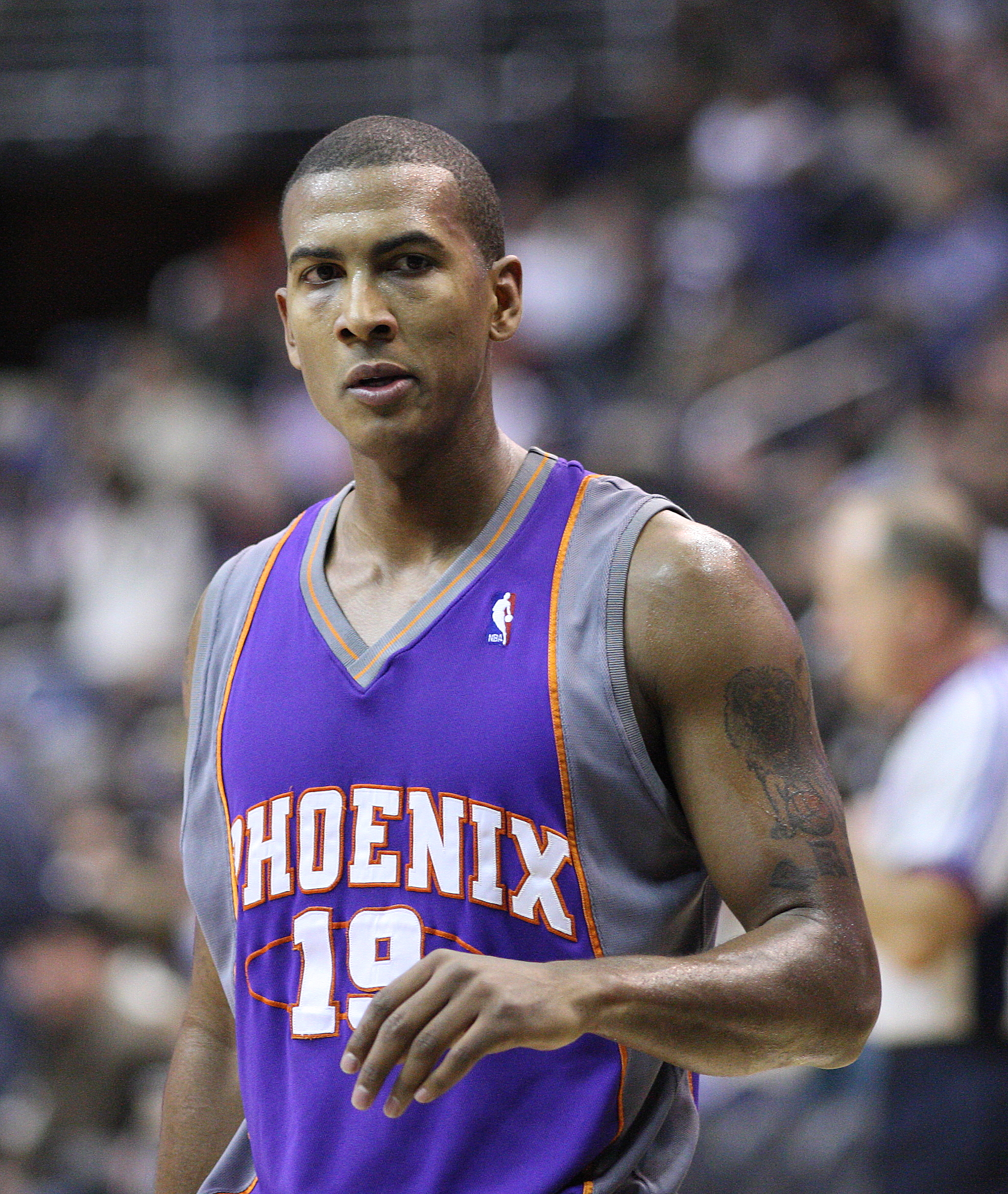

라자 벨(Raja Bell, 본명: 라자 디아 벨(Raja Dia Bell, 1976년 9월 19일 ~ )은 미국의 전직 프로 농구 선수이다. 필라델피아 세븐티식서스, 댈러스 매버릭스, 유타 재즈, 피닉스 선즈, 샬럿 밥캣츠, 골든스테이트 워리어스의 NBA(전미 농구 협회)에서 뛰었다. 그는 자신의 경력에서 NBA 올 디펜시브 팀에 두 번 지명되었다.
벨은 2014-15 시즌을 클리블랜드 캐벌리어스의 선수 개발 이사로 보냈다. 그는 현재 "The Ringer"의 팟캐스트 호스트이다.

## 프로 경력
- 야키마 선 킹스(1999~2000)
- 필라델피아 세븐티식서스(2001~2002)
- 댈러스 매버릭스 (2002-2003)
- 유타 재즈(2003~2005)
- 피닉스 선즈(2005~2008)
- 샬럿 밥캣츠 (2008-2009)
- 골든스테이트 워리어스(2009~2010)
- 유타로 복귀(2010~2013)